# Akamas
Akamas (dal greco Ακάμας, Acamante, nome di uno dei figli del re Teseo) è una penisola all'estremità occidentale dell'isola di Cipro. Insieme alla penisola della Tillyria, situata a nordest, delimita il Golfo di Chrysochou.
Il territorio, prevalentemente montagnoso, scarsamente abitato e pressoché privo di strade asfaltate, si estende su circa 200 km² e costituisce la più importante oasi naturalistica dell'isola. Non a caso, su una delle poche spiagge sabbiose della penisola (la Baia di Lara), nidifica la tartaruga comune del Mediterraneo, specie minacciata.